# 장신위안
장신위안(중국어: 張辛苑, 병음: Zhang Xinyuan, 1988년 12월 5일~)은 중화인민공화국의 배우이자 모델이다. 2012년 중앙희극학원 연기학과를 졸업하였고, 2008년 몰디브 휴가(马尔代夫假期) 사진으로 중국에서 수많은 관심을 받기 시작했다. 그리고 2012년 3월 첫 여행 사진집 '나는 꿈의 색연필'을 출간해 아마존 도서사진 1위를 차지했다. 2014년에는 불가사적하천(不可思议的夏天)에 출연하여 배우 활동을 했다. 화보의 대부분은 무표정으로 웃는 사진이 거의 없다.
중국뿐만 아니라 이사배와 같은 한국 유튜버가 장신위안의 화장을 따라하여 ‘장신위안 메이크업’ 영상을 올렸다.
데뷔 초에는 진한 눈썹과 새빨간 립스틱으로 포인트를 준 메이크업을 고수해왔던 그녀이지만 이제는 새하얀 피부에 청순함을 극대화 시킨 메이크업을 보여주고 있다.